# Katianira chelifera
Katianira chelifera là một loài chân đều trong họ Katianiridae. Loài này được Hansen miêu tả khoa học năm 1916.